# Christopher O'Connell
Christopher O'Connell (Sydney, 3 juni 1994) is een Australisch tennisser.

## Carrière
O'Connell maakte zijn profdebuut in 2011 en nam in 2017 deel aan de Australian Open waar hij niet voorbij de eerste ronde geraakte. In 2019 won hij zijn eerste en tweede challenger. In 2020 speelde hij de tweede ronde op de US Open en verloor in de eerste ronde van de Australian Open. In 2021 nam hij opnieuw deel aan de Australian Open waar hij de tweede ronde wist te bereiken, op Roland Garros en Wimbledon verloor hij in de tweede ronde. In 2022 won hij zijn derde en vierde challenger en bereikte de derde ronde op de Australian Open in het enkelspel. 

## Palmares
| Legenda                       | Legenda               |
| ----------------------------- | --------------------- |
| Grand Slam                    |                       |
| Olympische Spelen             |                       |
| tot 2009                      | vanaf 2009            |
| Tennis Masters Cup            | ATP Finals            |
| ATP Masters Series            | ATP Tour Masters 1000 |
| ATP International Series Gold | ATP Tour 500          |
| ATP International Series      | ATP Tour 250          |

### Enkelspel
| Nr.                  | Datum            | Toernooi  | Ondergrond | Tegenstander in finale | Score             | Details |
| -------------------- | ---------------- | --------- | ---------- | ---------------------- | ----------------- | ------- |
| gewonnen challengers |                  |           |            |                        |                   |         |
| 1.                   | 18 augustus 2019 | Cordenons | Gravel     | Jeremy Jahn            | 7-5, 6-2          |         |
| 2.                   | 13 oktober 2019  | Fairfield | Hardcourt  | Steve Johnson          | 6-4, 6-4          |         |
| 3.                   | 24 april 2022    | Split     | Gravel     | Zsombor Piros          | 6-3, 2-0 (opgave) |         |
| 4.                   | 13 november 2022 | Yokohama  | Hardcourt  | Yosuke Watanuki        | 6-1, 6-7, 6-3     |         |

## Resultaten grote toernooien
| Legenda | Legenda                          |
| ------- | -------------------------------- |
| g.t.    | geen toernooi gehouden           |
| l.c.    | lagere categorie                 |
| –       | niet deelgenomen                 |
| G       | uitgeschakeld in de groepsfase   |
| 1R      | uitgeschakeld in de eerste ronde |
| 2R      | uitgeschakeld in de tweede ronde |
| 3R      | uitgeschakeld in de derde ronde  |
| 4R      | uitgeschakeld in de vierde ronde |
| KF      | uitgeschakeld in de kwartfinale  |
| HF      | uitgeschakeld in de halve finale |
| F       | de finale verloren               |
| W       | het toernooi gewonnen            |
| w-v     | winst/verlies-balans             |

### Enkelspel
| toernooi          | 2017 |     | 2020 | 2021 | 2022 | 2023 |
| ----------------- | ---- | --- | ---- | ---- | ---- | ---- |
| Australian Open   | 1R   | 1R  | 2R   | 3R   | 1R   |      |
| Roland Garros     | –    | –   | 1R   | 1R   | 1R   |      |
| Wimbledon         | –    | –   | 1R   | –    | 3R   |      |
| US Open           | –    | 2R  | –    | 1R   | 2R   |      |
| Statistieken      |      |     |      |      |      |      |
| titels per jaar   | 0    |     | 0    | 0    | 0    | 0    |
| eindejaarsranking | 393  | 120 | 175  | 79   |      |      |

### Dubbelspel
| Australian Open   | 1R  | –    | 3R |
| Roland Garros     | –   | –    | –  |
| Wimbledon         | –   | –    | –  |
| US Open           | –   | –    | –  |
| Statistieken      |     |      |    |
| titels per jaar   | 0   | 0    | 0  |
| eindejaarsranking | 699 | 1170 |    |